# 马其顿战争
罗马、马其顿和塞硫古战争是第二次布匿战争期间与之后由罗马在地中海东部，亚得里亚海，爱琴海发动的战争。与布匿战争一起，它们使罗马控制并影响了整个地中海。

## 第一次马其顿战争
（前214年——前205年）在第二次布匿战争时，马其顿國王腓力五世与汉尼拔结盟。由于忧虑汉尼拔的马其顿盟军，罗马派出军团跨越亚得里亚海。罗马军团与马其顿小规模冲突，并占领亚得里亚海沿岸的一些地区用于海上劫掠。罗马的目的不在于征服，而是使马其顿的希腊城邦与政治联盟分裂而消除威胁。公元前205年签订的腓尼基和约结束了战争。此次衝突打開了羅馬干涉希臘之門。

## 第二次马其顿战争
（前200年——前196年)公元前201年，帕加马和罗得岛的来使向罗马元老院报告了腓力五世（马其顿）与安条克三世（塞硫古帝国）签署互不侵犯条约。虽然部分学者认为帕加马和罗得岛捏造了“秘密条约”，它导致了罗马在希腊盟友协助下第二次出兵马其顿。罗马军团取得了庫諾斯克法萊戰役的胜利，并签订潭蓓谷条约，腓力五世终生不得干涉境外事务。公元前196年，罗马宣布希腊“自由”，并从巴尔干撤军。似乎罗马不再对此地区感兴趣了。

## 塞硫古战争
（前192年——前188年）也称作罗马-叙利亚战争。第二次马其顿战争后，埃托利亚同盟不满罗马“奖赏”他们的土地，因而邀请安条克三世（塞硫古帝国）帮助他们从罗马压迫下解救出来。安条克的军事顾问汉尼拔提醒他不要向希腊派出太少的军队，然而公元前192年安条克向希腊派出一小支部队，作为回应，罗马军团调回希腊，驱逐了安条克部。
可能在某种程度上因为他庇护汉尼拔，罗马向小亚细亚派出30,000部队拦截安条克，由大西庇阿领导。在得知罗马人已悄然行动（占领地理优势和人数优势）后，安条克面临两难境地：要么羞辱的投降，或是溜回亚洲，或者对抗不可抗拒的罗马军团。前190年，安条克三世率领从帝国各地招集大军，在马格尼西亚战役被罗马彻底击败，安条克签下难堪的阿帕米亚和约，结束罗马-叙利亚战争。根据条约，塞琉古帝国割让欧洲及托鲁斯山脉以西的小亚细亚，限定海军的数量，并付出15,000塔兰同
赔款给罗马。